# Dragon Quest I
Dragon Quest (ドラゴンクエスト, Doragon Kuesuto), també publicat als Estats Units amb el nom de Dragon Warrior, és un videojoc de rol desenvolupat originalment per Chunsoft i publicat per Enix per a la consola Famicom, pertanyent a la popular sèrie de videojocs Dragon Quest. El joc va sortir a la venda el 1986 al Japó i més tard el 1989 Nintendo el va publicar als Estats Units. Dragon Quest ha estat portat i refet per un munt de plataformes de videojocs, incloent-hi la MSX, PC-9801, X68000, Super Famicom, Game Boy Color, telèfons mòbils i Nintendo Switch.
Al joc, els jugadors controlen un heroi que té la missió de salvar el regne d'Alefgard i rescatar la seva princesa del malvat Rei Drac (Dragonlord). La història del joc, va esdevenir la segona part en una trilogia, amb diferents animes i manga relacionats.
Dragon Quest I va ésser un èxit comercial al Japó, però Estats Units i altres països d'occident no va ésser tan ben rebuda a causa de la sortida de la sèrie Final Fantasy en menys d'un any. La versió original del videojoc va arribar a vendre uns 2 milions de còpies al Japó i 500.000 als Estats Units. Més endavant, els crítics occidentals van notar deficiències al joc, però van reconèixer la seva importància en el gènere.

## Desenvolupament
Dragon Quest I va ésser creat per Yuji Horii, que va tenir la inspiració d'altres jocs de rol anteriors com Wizardry, Ultima, i el seu mateix títol del 1983, The Portopia Serial Murder Case. En Horii va voler crear un RPG que hauria agradat a una audiència molt extensa que els era desconegut aquest gènere i els altres en general. Va voler enfocar-se en la història i la seva implicació emocional, i també simplificar la interfície i exposar el gènere de l'ordinador en la seva majoria occidental per al mercat de les consoles japoneses. L'artista Manga i el creador de Bola de Drac, va produir les il·lustracions del joc i en Koichi Sugiyama va compondre la seva música. La Versió estatunidenca, va presentar nombrosos canvis, incloent-hi una bateria per desar jocs (en comptes de fer servir el sistema de desament amb contrasenyes), sprites de personatges modificats...

## Personatges
A Dragon Quest hi ha dos personatges principals:
- L'Heroi
- Rei Drac (Antagonista)

Hi ha altres personatges també com:
- Rei Lorik (Rei Lars al remake de GBC)
- Princesa Gwaelin (Lady Lora al remake de GBC)
- Els dos Savis que coneix l'heroi durant el joc

## Història
L'heroi que ve d'una terra llunyana, Alefgard, és un descendent del llegendari Erdrick (Loto en la versió japonesa). Quan l'heroi arriba, no sembla ésser un guerrer, arriba sense armes o armadura, i ignora completament la situació. La població creu que el seu reclam de la capacitat de derrotar el Drac és absurd; no obstant això, el rei Lorik veu aquesta habilitat, que li dona esperança i ajuda a l'heroi en la seva recerca.
El Rei Drac és un drac que governa el Castell Charlock, que és visible des del Castell Tantegel (punt de començament del joc). La seva ànima va esdevenir dolenta aprenent màgia. Els rumors diuen que per una xarxa espia, sap tot el que passa a Alefgard.
Ell cerca "poder infinit i destrucció", que es tradueix en una creixent onada de mal a través d'Alefgard. El drac vol esclavitzar al món amb el seu exèrcit de monstres que controla amb la seva voluntat.

## Recepció
| Puntuació de crítica | Puntuació de crítica | Puntuació de crítica | Puntuació de crítica |
| Publicació           | Puntuació            | Puntuació            | Puntuació            |
| -------------------- | -------------------- | -------------------- | -------------------- |
| Publicació           | GBC                  | NES                  | SNES                 |
| Famitsu              | 30/40                |                      | 35/40                |
| GameSpot             | 8,0/10               |                      |                      |
| IGN                  | 9,6/10               | 7,8/10               |                      |
| Nintendo Power       | 8/10                 | 3/5                  |                      |
| Puntuació global     |                      |                      |                      |
| GameRankings         | 84.36%               |                      |                      |